# Колленьо
Колленьо (італ. Collegno, п'єм. Colegn) — місто та муніципалітет в Італії, у регіоні П'ємонт, метрополійне місто Турин.
Колленьо розташоване на відстані близько 540 км на північний захід від Рима, 10 км на захід від Турина.
Населення — 50 077 осіб (2014).
Покровитель — Святий Лаврентій.

## Демографія
Населення за роками:

Станом на 1 січня 2023 року в муніципалітеті офіційно проживало 2767 іноземців з 79 країн, серед них 1592 громадяни країн Євросоюзу та 42 громадяни України.

## Сусідні муніципалітети
- Альпіньяно
- Друенто
- Грульяско
- П'янецца
- Риволі
- Турин
- Венарія-Реале

## Міста-побратими
- Антоні, Франція
- Sárospatak, Угорщина
- Волзький, Росія
- Нойбранденбург, Німеччина
- Сарданьола-дал-Бальєс, Іспанія
- Сан-Грегоріо-Маньо, Італія
- Ousseltia, Туніс
- Матансас, Куба
- Сараєво, Боснія і Герцеговина
- Гавіржов, Чехія
- Роккетта-Сант'Антоніо, Італія
- Гаїба, Італія